# 置安心資助房屋計劃

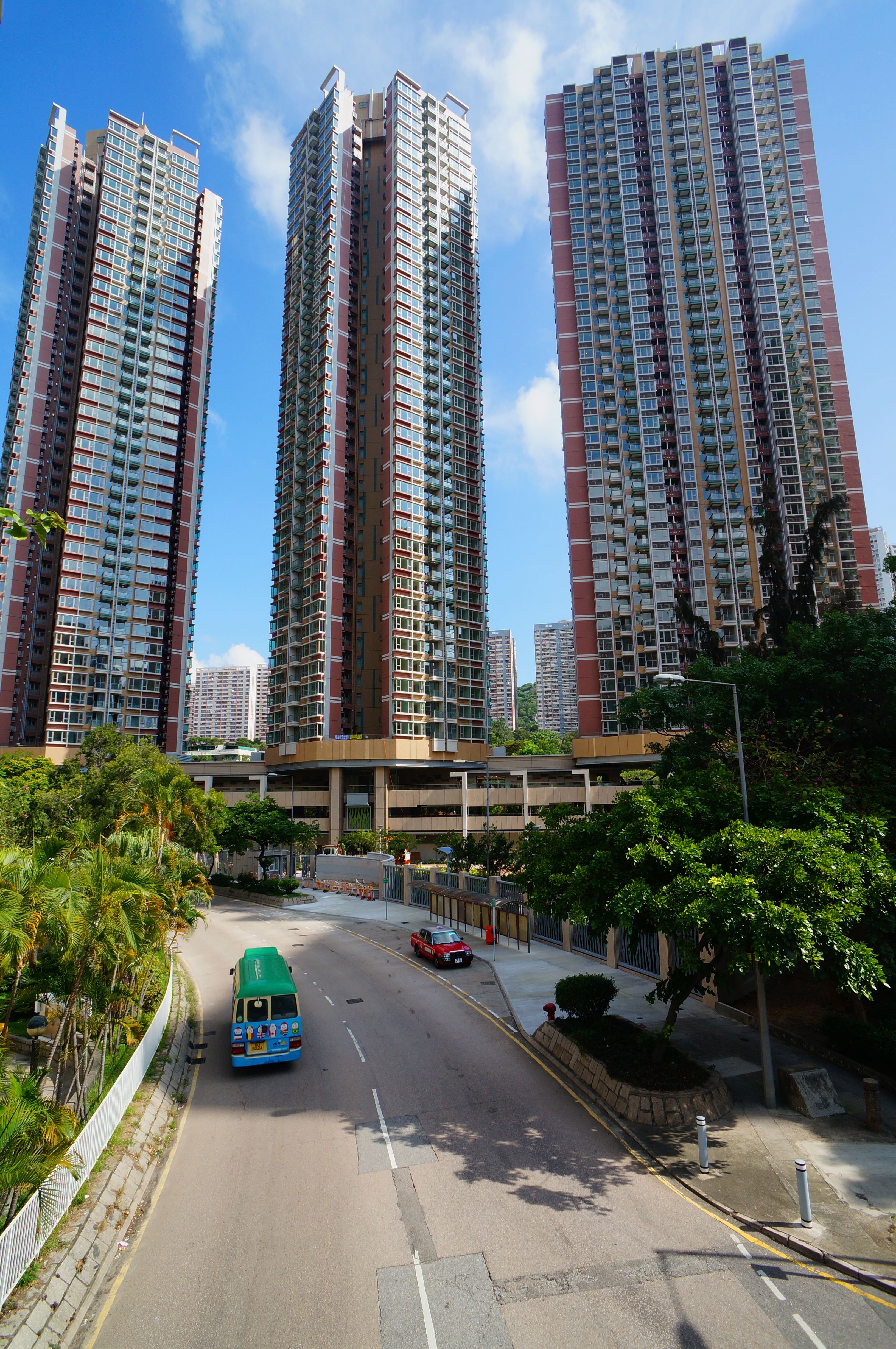
綠悠雅苑為置安心資助房屋計劃唯一的項目

置安心資助房屋計劃（英文：My Home Purchase Scheme）是香港特別行政區行政長官曾蔭權於《2010至2011年度香港行政長官施政報告》中其中一項新推出的公共房屋計劃，由香港房屋協會負責興建房屋及發展，並以市價租予中等收入之市民，而租戶在購入其單位或私人市場上的單位時，可獲租住期間所繳納淨租金之一半作為資助。
置安心資助房屋計劃前稱「先租後買」，原計劃在青衣、沙田、鑽石山、大埔、屯門及其它地區興建合共約5千個住宅單位，供月入3萬9千港元以下家庭申請。
「置安心」計劃公佈後，香港民意普遍認為其對協助市民置業的作用不大，如果樓價持續大幅上升，「置安心」租戶所得的資助將會被樓價升幅吞沒。「置安心」未能降低當時市民日益強烈的要求政府恢復居者有其屋計劃的訴求。

## 推行
首個「置安心」項目綠悠雅苑位於青衣青綠街，料提供一千個單位，最快在2015年入伙。政府會提供土地予房協興建實而不華的中小型單位，以訂立租約時的市值租金租予符合資格人士，租約期最長為5年，期間不會調整租金。參與計劃的租戶，可以在指定時限內，以市價購入他們承租的單位或計劃下的其他單位，亦可以選擇購買私人市場上的單位，並獲得等同於在租住期間所繳納的一半淨租金的資助，用作繳付部份首期。

## 計劃中止
2012年8月，梁振英政府宣佈中止「置安心」計劃，原計劃興建的住宅單位將會改為出售，即是優化計劃。自政府換屆後，梁振英班底都在不同場合表達置安心未能滿足現時市民的需要，房協主席楊家聲更直斥計劃是曾蔭權政府長官意志下的產物，無作公開諮詢，因此市場一早解讀為置安心計劃有重大改向。同年11月房協公佈青衣青綠街的項目細節，以240萬至610萬元出售，實用面積之平均呎價約6500元，是外間市價的7折，提供988個單位，將項目定名為綠悠雅苑，撥歸等同香港房屋委員會之居者有其屋計劃的住宅發售計劃下出售。
2013年1月16日，梁振英在2013年度香港行政長官施政報告中提出，將不會再興建任何置安心項目。至於其餘幾個未興建的項目，則按以下安排處置：

### 曾計劃但沒有興建的「置安心」計劃項目
| 項目選址               | 接手房屋機構   | 現存樓宇     | 更改後房屋類別 |
| ---------------------- | -------------- | ------------ | -------------- |
| 沙田36C區              | 香港房屋協會   | 綠怡雅苑     | 住宅發售計劃   |
| 屯門                   | 香港房屋協會   | 翠鳴臺       | 住宅發售計劃   |
| 馬鞍山路               | 香港房屋委員會 | 錦駿苑A、B座 | 居者有其屋計劃 |
| 鑽石山前聖公會基心小學 | 香港房屋委員會 | 富山邨富暉樓 | 出租公屋       |

## 計劃後續
2024年8月，房屋局常任秘書長兼房屋署署長羅淑佩表示不會考慮重啟「置安心」計劃。